# OTI 1992
La XXI edición del Gran Premio de la Canción Iberoamericana o el Festival de la OTI fue celebrada en el Teatro Principal de Valencia el 5 de diciembre de 1992, siendo sus presentadores la cantante Paloma San Basilio y Joaquín Prat. El director escenográfico del evento fue Jaime Azpilicueta.

## Desarrollo
Este es el año en que se registra la mayor cantidad de los participantes que son de a 25 países, lo que le incluyó la única participación en la historia de la representación de Guinea Ecuatorial, con un tema de ritmos étnicos llamado Canto a la fraternidad que es interpretado por Baltasar Nsur y en cuyos coros participó el famoso conjunto africano Hijas del Sol, el que, sin embargo, no logró la destacada posición. 
La canción que representaba a México Enamorado de la vida de Pepe Martínez y cantada por Arturo Vargas, es destacada por ser una música ranchera tocada con la orquesta del festival apoyada por parte de un mariachi.
También se destaca la segunda incursión del ecuatoriano Jesús Fichamba, quien quedó en el segundo lugar en el Festival de la OTI de 1985 con la canción Una canción para dos mundos, que es un hermoso tema en el que llamaba la atención y que invitaba a la hermandad iberoamericana. Es la única canción en la historia del Festival OTI de la Canción en el que contenía versos interpretados en lenguas indígenas, ya que todas las canciones del festival se cantaba en español y en portugués.
Otro de los que se destacaba en la presentación del festival fue el cantante español Francisco, quien fue el ganador del Festival de la OTI de 1981, quien vuelve a representar a su país España en esta edición.
El tercer repetidor de aquel año fue Humberto Nivi, representante de las Antillas Neerlandesas quien también estuvo en la primera participación del festival en la edición de 1974.
La lista de repetidores se completa con el dominicano Cheo Zorrilla, que representó previamente a su país República Dominicana en el Festival de la OTI de 1986.
Como dato anecdótico, en la preselección colombiana del Festival de la OTI, la intérprete designada para representar a Colombia en España era una joven preadolescente que, sin embargo, y en atención a las reglas que impedían que menores de 16 años participaran en el Festival OTI de la Canción, pues no pudo viajar a España siendo reemplazada por otro intérprete que no gozó de fortuna en su participación; el nombre de la muchacha que no pudo ir es la cantante Shakira.
A su vez el cantante chileno Pablo Herrera, quien en ese mismo año obtuviera el segundo puesto en el Festival de la Canción de Viña del Mar, pues allí representó a la televisión chilena en Valencia, España.
Además hay que citar la participación de la exitosa cantante merenguera venezolana Karolina, quien conoció un éxito muy abrumador a principios de los años 90 gracias a temas como Mentiritas, A tu medida o Soy tu sombra. Por su parte, en la preselección argentina del Festival de la OTI seleccionaron a Horacio Molina, un prestigioso cantante de tango que llevaba más de 30 años en el mundo del espectáculo. También en la preselección uruguaya del Festival de la OTI seleccionaron a otro cantante de tango como es, Gustavo Nocetti, y quien se presentó en Valencia con una escenografía preparada por un grupo de tango llamado Tango Uruguayo.
Finalmente el palmarés fue liderado por España, con el tema Adonde voy sin ti, que es interpretado por Francisco y compuesto por Chema Purón, con lo que Francisco se transformó en el único cantante en ganar dos veces el Festival OTI de la Canción. En el segundo lugar fue para la representación de Estados Unidos, mientras que el tercer lugar fue para la representación de Chile. La puntuación conseguida por el resto de participantes no fue dada a conocer por el jurado.
Los premios económicos de 1992 fueron de 50.000 dólares para el ganador, 30.000 dólares para el segundo puesto y 20.000 dólares para el tercer puesto.
A partir de 1992 se acordó que el país anfitrión actuaría en la última posición. Esta norma se mantuvo vigente entre 1992 y 1996.

## Participantes
| País                  | Título de la canción             | Título de la canción             |
| País                  | Artista                          | Idioma                           |
| --------------------- | -------------------------------- | -------------------------------- |
| Antillas Neerlandesas | «Vivencias»                      | «Vivencias»                      |
| Antillas Neerlandesas | Humberto Nivi                    | Español                          |
| Argentina             | «Lo vivido»                      | «Lo vivido»                      |
| Argentina             | Horacio Molina                   | Español                          |
| Bolivia               | «Eternamente amada»              | «Eternamente amada»              |
| Bolivia               | Erick Ocampo                     | Español                          |
| Canadá                | «Como te puedo amar»             | «Como te puedo amar»             |
| Canadá                | José Alcides                     | Español                          |
| Chile                 | «Te prometo»                     | «Te prometo»                     |
| Chile                 | Pablo Herrera                    | Español                          |
| Colombia              | «Yo no sé si estoy de moda»      | «Yo no sé si estoy de moda»      |
| Colombia              | Alexandra Villar                 | Español                          |
| Costa Rica            | «Igual que una mujer enamorada»  | «Igual que una mujer enamorada»  |
| Costa Rica            | Rodolfo González                 | Español                          |
| Cuba                  | «Solo para mi»                   | «Solo para mi»                   |
| Cuba                  | Augusto Enríquez                 | Español                          |
| Ecuador               | «Una canción para dos mundos»    | «Una canción para dos mundos»    |
| Ecuador               | Jesús Fichamba                   | Español                          |
| El Salvador           | «Ruego»                          | «Ruego»                          |
| El Salvador           | María Gabriela                   | Español                          |
| España                | «A donde voy sin ti»             | «A donde voy sin ti»             |
| España                | Francisco                        | Español                          |
| Estados Unidos        | «No te mueras, América»          | «No te mueras, América»          |
| Estados Unidos        | Carlos de la Cima                | Español                          |
| Guatemala             | «De la mano»                     | «De la mano»                     |
| Guatemala             | Edgar David Ávalos               | Español                          |
| Guinea Ecuatorial     | «Canto a la fraternidad»         | «Canto a la fraternidad»         |
| Guinea Ecuatorial     | Baltasar Nsue                    | Español                          |
| Honduras              | «El otro muro»                   | «El otro muro»                   |
| Honduras              | Karina Nasser                    | Español                          |
| México                | «Enamorado de la vida»           | «Enamorado de la vida»           |
| México                | Arturo Vargas                    | Español                          |
| Nicaragua             | «Tocando luz»                    | «Tocando luz»                    |
| Nicaragua             | Cristina Somarriba               | Español                          |
| Panamá                | «Memorias»                       | «Memorias»                       |
| Panamá                | Eduardo Lali Carrizo             | Español                          |
| Paraguay              | «Un amanecer, una canción»       | «Un amanecer, una canción»       |
| Paraguay              | Óscar Benito                     | Español                          |
| Perú                  | «Así como te doy, te quito»      | «Así como te doy, te quito»      |
| Perú                  | Tania Helfgott                   | Español                          |
| Portugal              | «Uma avenida inteira da saudade» | «Uma avenida inteira da saudade» |
| Portugal              | Cristina Roque                   | Portugués                        |
| Puerto Rico           | «Atrapada en el tiempo»          | «Atrapada en el tiempo»          |
| Puerto Rico           | Brenda Reyes                     | Español                          |
| República Dominicana  | «A su tiempo»                    | «A su tiempo»                    |
| República Dominicana  | Cheo Zorrilla                    | Español                          |
| Uruguay               | «Llegaste a mí»                  | «Llegaste a mí»                  |
| Uruguay               | Gustavo Nocetti                  | Español                          |
| Venezuela             | «Sueños»                         | «Sueños»                         |
| Venezuela             | Karolina                         | Español                          |

## Resultados
</FONT

| #                                          | País                  | Artista(s)           | Canción                        | Posición |
| ------------------------------------------ | --------------------- | -------------------- | ------------------------------ | -------- |
| 01                                         | Honduras              | Karina Nasser        | El otro muro                   | -        |
| 02                                         | Nicaragua             | Cristina Somarriba   | Tocando luz                    | -        |
| 03                                         | Portugal              | Cristina Roque       | Uma avenida inteira da saudade | -        |
| 04                                         | Ecuador               | Jesús Fichamba       | Una canción para dos mundos    | -        |
| 05                                         | Cuba                  | Augusto Enríquez     | Solo para mí                   | -        |
| 06                                         | México                | Arturo Vargas        | Enamorado de la vida           | -        |
| 07                                         | Argentina             | Horacio Molina       | Lo vivido                      | -        |
| 08                                         | Bolivia               | Erick Ocampo         | Eternamente amada              | -        |
| 09                                         | Estados Unidos        | Carlo de la Cima     | No te mueras, América          | 2        |
| 10                                         | Panamá                | Eduardo Lali Carrizo | Memorias                       | -        |
| 11                                         | Canadá                | José Alcides         | Cómo te puedo amar             | -        |
| 12                                         | Antillas Neerlandesas | Humberto Nivi        | Vivencias                      | -        |
| 13                                         | Venezuela             | Karolina             | Sueños                         | -        |
| 14                                         | Chile                 | Pablo Herrera        | Te prometo                     | 3        |
| 15                                         | Paraguay              | Óscar Benito         | Un amanecer, una canción       | -        |
| 16                                         | Colombia              | Alexandra Villar     | Yo no sé si estoy de moda      | -        |
| 17                                         | El Salvador           | María Gabriela       | Ruego                          | -        |
| 18                                         | Guinea Ecuatorial     | Baltasar Nsue        | Canto a la fraternidad         | -        |
| 19                                         | Costa Rica            | Rodolfo González     | Igual que una mujer enamorada  | -        |
| 20                                         | República Dominicana  | Cheo Zorrilla        | A su tiempo                    | -        |
| 21                                         | Guatemala             | Edgar David Ávalos   | De la mano                     | -        |
| 22                                         | Perú                  | Tania Helfgott       | Así como te doy, te quito      | -        |
| 23                                         | Puerto Rico           | Brenda Reyes         | Atrapada en el tiempo          | -        |
| 24                                         | Uruguay               | Gustavo Nocetti      | Llegaste a mí                  | -        |
| 25                                         | España                | Francisco            | A dónde voy sin ti             | 1        |
| Lugar: Teatro Principal - Valencia, España |                       |                      |                                |          |

## Miembros del jurado internacional
Los miembros del jurado internacional fueron los siguientes:
| País         | Jurado            |
| ------------ | ----------------- |
| Argentina    | Luis Aguilé       |
| Venezuela    | Fernando Carrillo |
| España       | José Ferriz       |
| México       | Eugenia León      |
| España       | Massiel           |
| Perú/ España | Betty Missiego    |
| España       | Peret             |
| España       | Salomé            |
| Portugal     | Fernando Tordo    |